# ويليام كولينز (لاعب كريكت)
ويليام كولينز (بالإنجليزية: William Anthony Collins)‏ هو لاعب كريكت أسترالي، ولد في (9 ديسمبر 1837 - وتوفي في 12 يناير 1876 ). كان ضارب يد يمنى، لعب لفريق تسمانيا للكريكت. ولد وتوفي في لونسيستون، وهي مدينة في شمال ولاية تسمانيا بأستراليا.

## وصلات خارجية
- ويليام كولينز على موقع إي آس بي آن كريك إنفو (الإنجليزية)
- William Collins at Cricket Archive